# Mike Lanigan
Michael "Mike" Lanigan é um empresário e proprietário de equipe na IndyCar Series.
Lanigan fundou uma divisão da empresa de seu pai, Mi-Jack Construction Equipment em Indianápolis, em 1973. No ano de 1989 ele retornou para Chicago, sua cidade natal, para se tornar presidente da empresa. Em 1992, a Mi-Jack começou a patrocinar carros competindo na CART e nas 500 Milhas de Indianápolis.